# Källarteatern
Källarteatern  var en teaterlokal på Stenmästarevägen i Lund. Den inrättades i en av Arbetarnas bildningsförbund förhyrd studielokal, som rustats upp med utbyggd scen, gradänger, loge, ljusramp m.m. och blivit av brandmyndigheten godkänd för offentliga föreställningar. Den invigdes i sitt renoverade skick 30 november 1996  och lades ner i oktober 2003.

## Fotnoter
1. ↑   Arbetet 30 nov 1996.